# Wapen van Hoeselt

Het wapen van Hoeselt (sinds 1990).

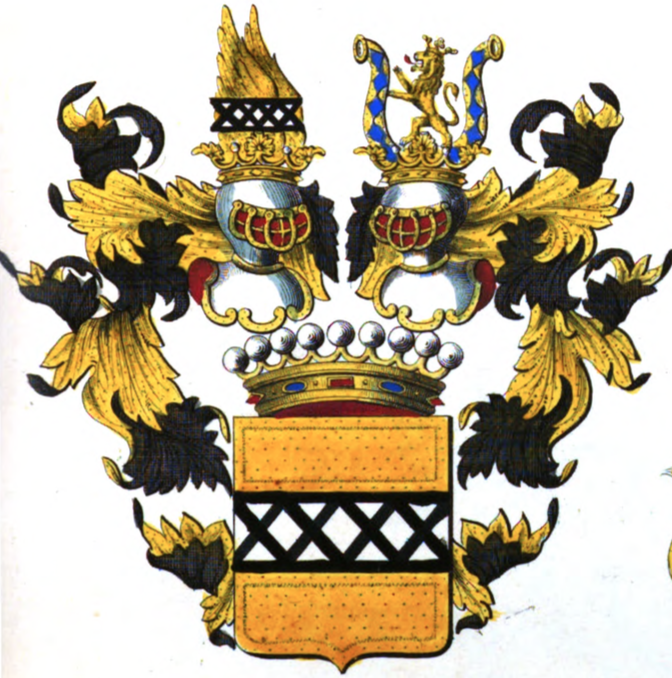
Het oude wapen van Hoeselt (1967-1989).

Het Wapen van Hoeselt is het heraldisch wapen van de Limburgse gemeente Hoeselt. Het wapen werd voor het eerst aan de gemeente toegekend op 17 mei 1967 en in een vereenvoudigde versie op 8 december 1990 herbevestigd.

## Geschiedenis
Omdat de gemeente geen historische zegels kende, werd ervoor gekozen om het familiewapen van de laatste heren van Hoeselt, de familie de Moffarts, die van 1706 tot het eind van de 18e eeuw over het dorp heersten, als gemeentewapen over te nemen. In 1990 werd het wapen opnieuw toegekend, maar met weglating van de helmen, helmtekens en dekkleed.

## Blazoenering
Het oude wapen had de volgende blazoenering:
Van goud met een faas van zllver, geboord en getralied van sabel - het schild getopt met een kroon met negen parels overtopt met twee toegewende helmen van zllver, getopt met een kroon met drie fleurons door twee parels gescheiden, getralied, gehalsband en omboord van goud, gevoerd van keel, met dekkleden van goud en van sabel. Helmteken: rechts, een naar linker zijde gekeerde vlucht met het wapen van het schild; links, een leeuw van goud, gekroond van hetzelfde, gewapend en getongd van keel, tussen twee trompen van olifant van zilvet, elk beladen met vijf ruiten van azuur paalswijs gerangschikt.— Koninklijk besluit van 17 mei 1967.
Het huidige wapen heeft de volgende blazoenering:
In goud een dwarsbalk van zilver, omboord en getralied van sabel. Het schild getopt met een kroon van goud met negen parels.— Ministerieel besluit van 8 december 1990.